# Kabupaten Penukal Abab Lematang Ilir
Kabupaten Penukal Abab Lematang Ilir är ett regentskap (kabupaten) i Indonesien.   Det ligger i provinsen Sumatera Selatan, i den västra delen av landet, 500 km nordväst om huvudstaden Jakarta.